# Freinberg
Freinberg je obec v rakouské spolkové zemi Horní Rakousy, v okrese Schärding. Žije zde přibližně 1 500 obyvatel.

## Geografie
Území obce leží u hranice Rakouska s Německem, kterou zde zčásti tvoří řeka Dunaj.

### Sousední obce
| Růžice kompasu | Pasov (Německo) |       | Thyrnau (Německo) | Růžice kompasu |
| Růžice kompasu |                 | Sever | Esternberg        | Růžice kompasu |
| Růžice kompasu | Freinberg       |       | Esternberg        | Růžice kompasu |
| Růžice kompasu | Jih             |       | Esternberg        | Růžice kompasu |
| Růžice kompasu | Schardenberg    |       |                   | Růžice kompasu |